# Bob Christie
Bob Christie (n. 4 aprilie 1924, Grants Pass, Oregon) a fost un pilot de curse auto american care a evoluat în Campionatul Mondial de Formula 1 între anii 1956 și 1960.
1. ↑   http://www.usatoday.com/sports/motor/2009-06-03-2367786393_x.htm Lipsește sau este vid: |title= (ajutor)